# Чёрный череп

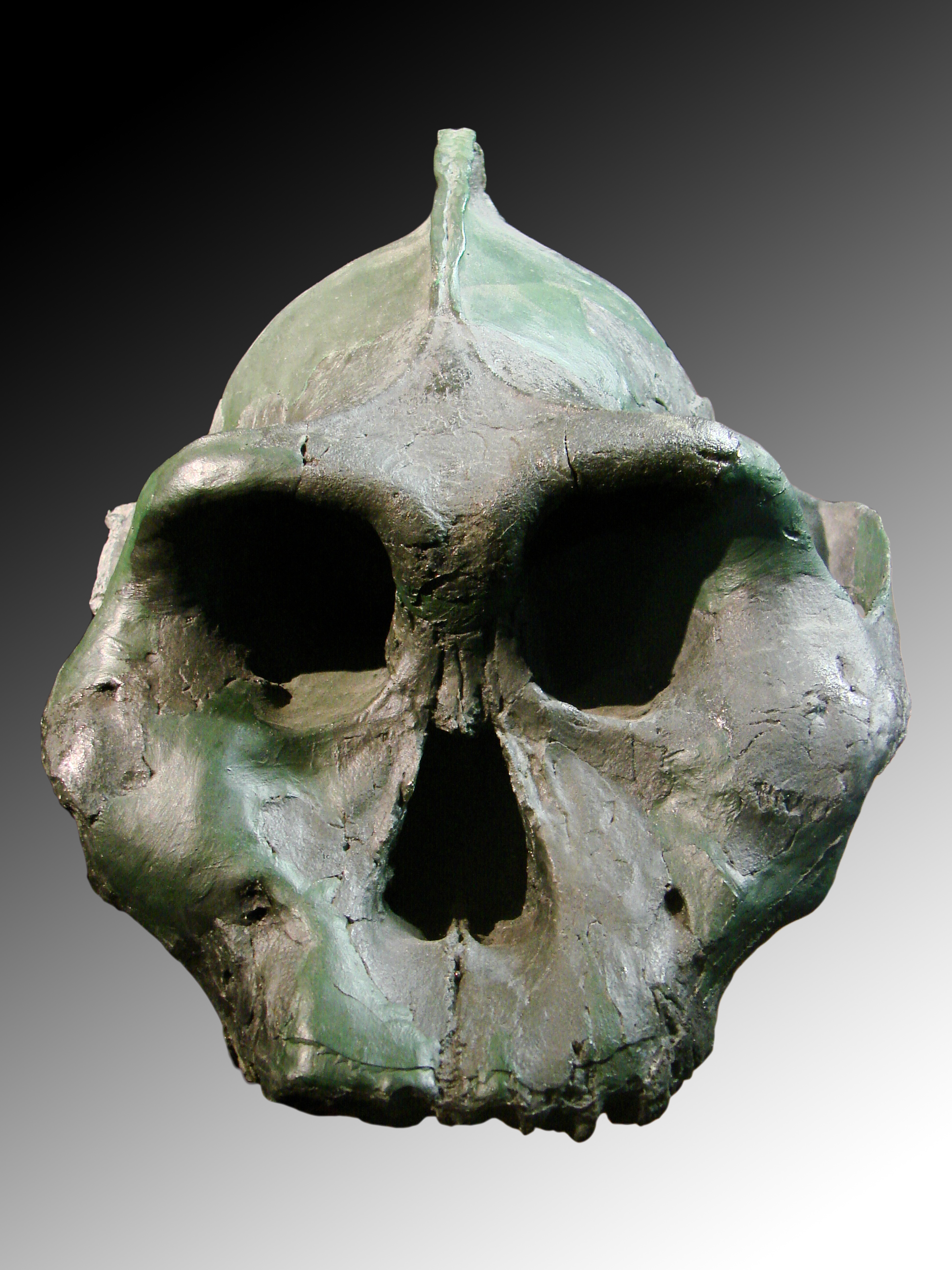
Модель черепа WT 17000. Цюрихский университет

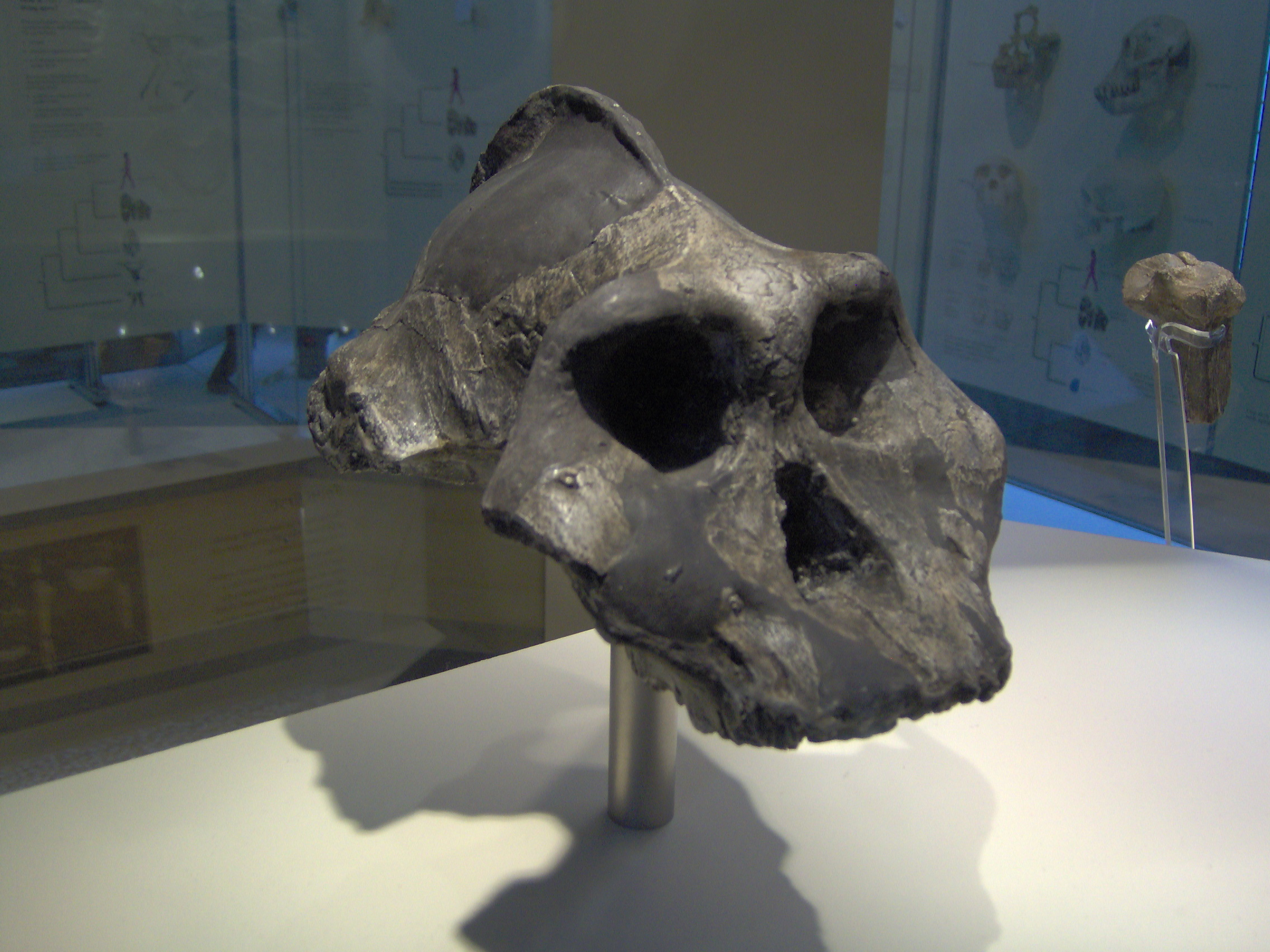
Модель черепа WT 17000. Музей естественной истории в Лондоне

KNM-WT 17000 («Чёрный череп», англ. The Black Skull) — череп Paranthropus aethiopicus, найденный на озере Туркана (Кения) Аланом Уолкером в 1985 году.
Возраст черепа оценивается в 2,5 млн лет. Это была взрослая особь с объёмом черепной коробки 410 см³.
Характерной особенностью черепа является его массивная структура и сагиттальный гребень, служивший для прикрепления мощных жевательных мышц. Кости имеют чёрный цвет из-за повышенного содержания марганца во вмещающих породах.